# Josh Schneider
Josh Schneider (Cincinnati, 11 de enero de 1988) es un deportista estadounidense que compitió en natación, especialista en el estilo libre.
Ganó cuatro medallas en el Campeonato Mundial de Natación en Piscina Corta, en los años 2010 y 2014.

## Palmarés internacional
| Campeonato Mundial en Piscina Corta | Campeonato Mundial en Piscina Corta | Campeonato Mundial en Piscina Corta | Campeonato Mundial en Piscina Corta |
| Año                                 | Lugar                               | Medalla                             | Prueba                              |
| ----------------------------------- | ----------------------------------- | ----------------------------------- | ----------------------------------- |
| 2010                                | Dubái (EAU)                         | Medalla de bronce                   | 50 m libre                          |
| 2014                                | Doha (Catar)                        | Medalla de oro                      | 4 × 50 m libre mixto                |
| 2014                                | Doha (Catar)                        | Medalla de plata                    | 4 × 50 m libre                      |
| 2014                                | Doha (Catar)                        | Medalla de bronce                   | 4 × 50 m estilos                    |